# Gerbrand Bakker
Gerbrand Bakker (Wieringerwaard, 28 aprile 1962) è uno scrittore olandese e tuttavia figura come stagionale maestro di skateboard e giardiniere, in quanto nel 2006 ha acquisito tale licenza - a proposito, sostiene che le due attività, la scrittura e il giardinaggio, siano compatibili -, e traduttore - ha infatti scritto, in passato, i sottotitoli per la ben nota soap opera statunitense Beautiful (in onda dal 1987). Trascorre la vita tra i Paesi Bassi, e la Germania: lì ha una casa con un giardino del quale occasionalmente si occupa.
Tra gli autori che ha preso a modello, ha più spesso citato: dei classici Alan Alexander Milne - l'inventore di Winnie the Pooh - e Kenneth Grahame, dei contemporanei Edmund White e Iris Murdoch. Bakker scrive sia libri rivolti ai giovani sia agli adulti - ma è per questi ultimi che ha ricevuto i maggiori riconoscimenti, soprattutto internazionali, come l'International Dublin Literary Award nel 2010 e l'Independent Foreign Fiction Prize nel 2013.

## Opere
- C'è silenzio lassù [Boven is het stil], traduzione di Elisabetta Svaluto Moreolo, Milano, Iperborea, 2010  [2002],  p. 312, ISBN 9788870911732.
- Giugno [Juni], traduzione di Elisabetta Svaluto Moreolo, Milano, Iperborea, 2012  [2009],  p. 336, ISBN 9788870915075.
- La deviazione [De omweg], traduzione di Laura Pignatti, Torino, Einaudi, 2015  [2010],  p. 260, ISBN 9788806220396.
- Quelli che restano [De kapperszoon], traduzione di Elisabetta Svaluto Moreolo, Milano, Iperborea, 2024  [2022],  p. 320, ISBN 9788870916874.